# Cosmos 496
Cosmos 496 fu una missione priva di equipaggio del programma Sojuz sovietico eseguita per testare il nuovo tipo di navicella spaziale Sojuz 7 K-T – navicella modificata in seguito alla tragedia della Sojuz 11. Era solito per il regime sovietico indicare esclusivamente missioni concluse con successo con una denominazione ufficiale. Le missioni che comportarono insuccessi vennero di solito nascoste all'opinione pubblica, e le missioni di collaudo camuffate sotto l'unica denominazione di Cosmos. Infatti tutti i velivoli spaziali sovietici, sia di carattere civile che militare, per i quali non si voleva dare delle informazioni più precise, vennero numerati come velivoli di questa serie. Per questo motivo la numerazione cronologica aumentò in continuazione ed entro breve tempo e pertanto risulta di difficile individuazione una descrizione esatta di tutti i velivoli lanciati sotto questa denominazione. Basti pensare che già verso la metà degli anni 70 si raggiungerà il numero 1000. Pertanto di questa missione si può indicare con sicurezza esclusivamente che si trattò del ventesimo volo nell'ambito del programma Sojuz sovietico, mentre l'indicazione del numero di volo non equipaggiato di questa capsula varia da nono a dodicesimo e quattordicesimo.